# Psycho Circus
《Psycho Circus》는 미국의 하드 록 밴드 키스의 열여덟 번째 스튜디오 음반이며, 1979년 《Dynasty》 이후 네 명의 오리지널 멤버 모두를 참여시킨 첫 번째 음반이다.(기타리스트 에이스 프레일리와 드러머 피터 크리스는 엄선된 몇 개의 트랙에만 참여한다.) 어떤 프레스에서는 검은색 키스 로고와 광대와 밴드 멤버의 사진이 있는 음반 제목을 번갈아 쓴 렌즈형 커버를 선보였고, 일본의 최초 프레스에서는 3개의 폼이 달린 광대 얼굴 패널과 다른 2개의 밴드 멤버 얼굴이 문 밖으로 튀어나온 팝업 커버를 선보였다. 〈You Wanted the Best〉는 전체 라인업에서 리드 보컬을 공유하는 유일한 키스 노래이다.

## 제작
1996년~1997년 성공적인 재결합 투어 이후 《Psycho Circus》는 1979년 《Dynasty》 이후 밴드의 오리지널 라인업에 의해 첫 번째 새 스튜디오 음반으로 마케팅되었다. 그러나 《Dynasty》나 《Unmasked》처럼, 많은 노래들이 신용이 없는 연주자들에 의해 녹음되었다. 에이스 프레일리와 피터 크리스는 거의 사용되지 않았고, 크리스는 오직 〈Into the Void〉에서만 드럼을 연주했다. 2011년, 프레일리의 책 《No Regrets》에서, 그는 이 음반의 많은 곡들 중 하나인 〈Life, Liberty, and the Pursuit of Rock 'n' Roll〉을 작곡했다고 말한다. 그는 타이틀과 노래가 〈I Pledge Allegiance to the State of Rock 'n' Roll〉과 매우 유사한 것으로 간주되었다고 언급한다. 프레일리는 2018년 솔로 음반 《Spaceman》에서 〈Pursuit of Rock and Roll〉이라는 제목으로 이 곡을 녹음했다. 〈Into the Void〉의 제목은 원래 〈Shakin' Sharp Shooter〉였지만 진 시몬스와 폴 스탠리는 가사와 제목이 마음에 들지 않아 프레일리는 다른 방으로 올라가 다시 썼다. 〈Within〉은 원래 키스의 이전 음반인 《Carnival of Souls: The Final Sessions》를 위해 작사, 작곡 그리고 데모되었으며 이전 키스 멤버인 브루스 큘릭의 데모에서 나온 원래의 역기타 인트로를 포함하고 있다.

## 평가
| 전문가 평가          | 전문가 평가 |
| 평가 점수            | 평가 점수   |
| 출처                 | 점수        |
| -------------------- | ----------- |
| Allmusic             | [ 1 ]       |
| Metal Nightfall      | [ 2 ]       |
| Sputnikmusic         | [ 3 ]       |
| Rolling Stone        | [ 4 ]       |
| Entertainment Weekly | A−          |

《Psycho Circus》는 빌보드 200에서 3위로 데뷔해 발매 첫 주에 11만 장이 팔렸고, 1998년 10월 22일 미국 음반 산업 협회로부터 골드 인증을 받았다.
〈Dreamin'〉은 앨리스 쿠퍼의 1970년 히트곡 〈I'm Eighteen〉과 비슷하다. 《Psycho Circus》가 발매된 지 한 달 후 쿠퍼의 출판사는 표절 소송을 제기했고, 쿠퍼의 손을 들어주며 법정 밖에서 해결되었다.

## 곡 목록
| #   | 제목                                                | 작사·작곡                   | 리드 보컬                             | 재생 시간 |
| --- | --------------------------------------------------- | --------------------------- | ------------------------------------- | --------- |
| 1.  | 〈Psycho Circus〉                                   | 폴 스탠리, 커티스 쿠오모    | 스탠리                                | 5:30      |
| 2.  | 〈Within〉                                          | 진 시몬스                   | 시몬스                                | 5:10      |
| 3.  | 〈I Pledge Allegiance to the State of Rock & Roll〉 | 스탠리, 쿠오모, 홀리 나이트 | 스탠리                                | 3:32      |
| 4.  | 〈Into the Void〉                                   | 에이스 프레일리, 칼 코크란  | 프레일리                              | 4:22      |
| 5.  | 〈We Are One〉                                      | 시몬스                      | 시몬스                                | 4:41      |
| 6.  | 〈You Wanted the Best〉                             | 시몬스                      | 시몬스, 스탠리, 피터 크리스, 프레일리 | 4:15      |
| 7.  | 〈Raise Your Glasses〉                              | 스탠리, 나이트              | 스탠리                                | 4:14      |
| 8.  | 〈I Finally Found My Way〉                          | 스탠리, 밥 에즈린           | 크리스                                | 3:40      |
| 9.  | 〈Dreamin'〉                                        | 스탠리, 브루스 큘릭         | 스탠리                                | 4:12      |
| 10. | 〈Journey of 1,000 Years〉                          | 시몬스                      | 시몬스                                | 4:47      |

| #   | 제목             | 작사·작곡 | 리드 보컬 | 재생 시간 |
| --- | ---------------- | --------- | --------- | --------- |
| 11. | 〈In Your Face〉 | 시몬스    | 프레일리  | 3:40      |

## 인증
| 국가                       | 인증 | 판매량/출하량 |
| -------------------------- | ---- | ------------- |
| 캐나다 (뮤직 캐나다)       | 골드 | 50,000^       |
| 스웨덴 (GLF)               | 골드 | 40,000^       |
| 미국 (RIAA)                | 골드 | 500,000^      |
| ^출하량을 기반으로 한 인증 |      |               |